# Endine Gaiano
Endine Gaiano é uma comuna italiana da região da Lombardia, província de Bérgamo, com cerca de 3.082 habitantes. Estende-se por uma área de 20 km², tendo uma densidade populacional de 154 hab/km². Faz fronteira com Fonteno, Gandino, Monasterolo del Castello, Ranzanico, Solto Collina, Sovere.

## Demografia
| Variação demográfica do município entre 1861 e 2011                               |
|                                                                                   |
| Fonte: Istituto Nazionale di Statistica (ISTAT) - Elaboração gráfica da Wikipedia |